# イエンズン県

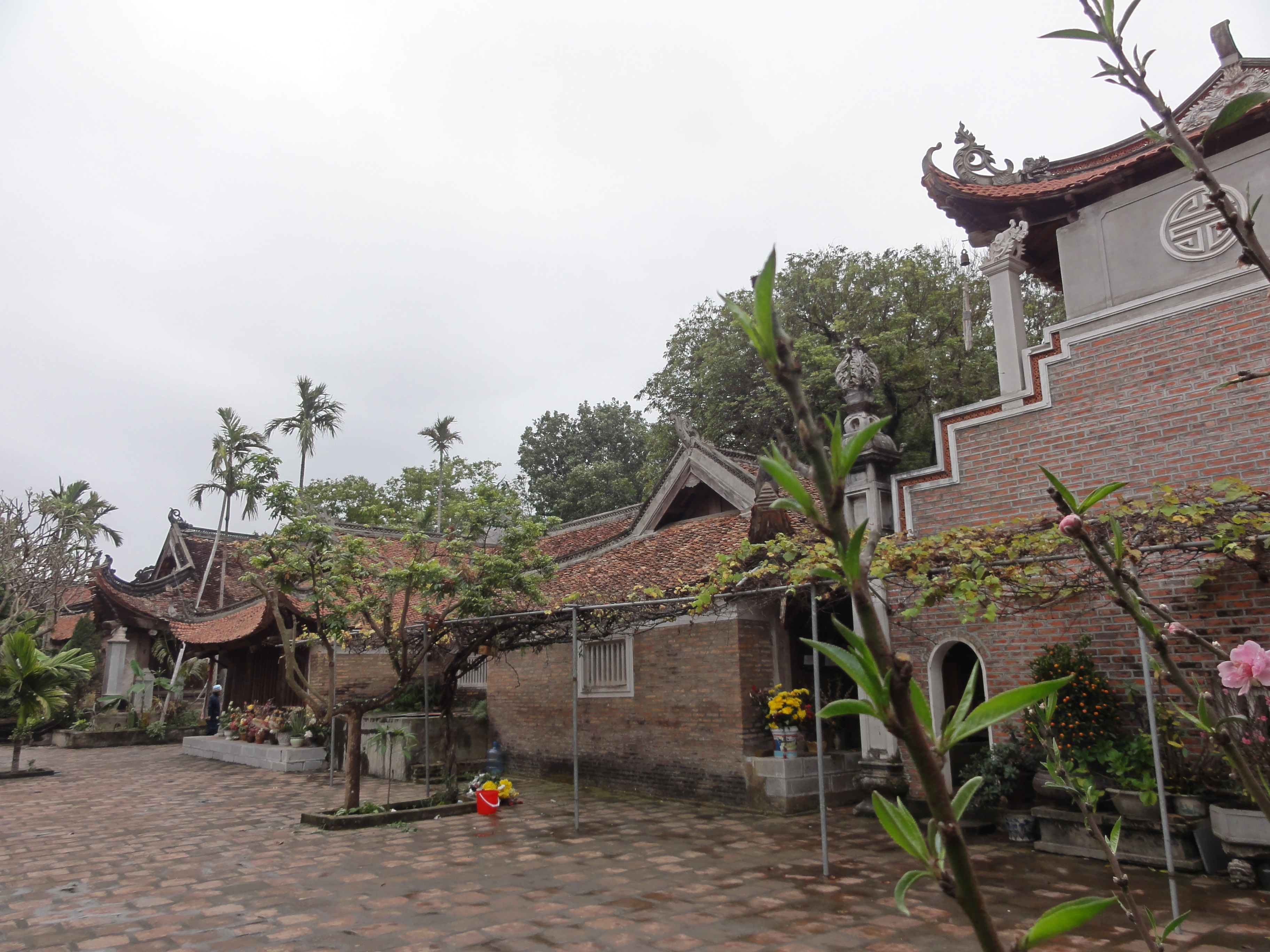
ヴィンギエム寺院

イエンズン県（イエンズンけん、ベトナム語：Huyện Yên Dũng / 縣安勇?）は、ベトナム社会主義共和国バクザン省の県である。面積は185.9 km²、人口は138,000人（2018年）である。